# دهستان دشت‌سر سفلی
 دشت‌سر سفلی، دهستانی است از توابع بخش مرکزی شهرستان آمل در استان مازندران ایران.

## جمعیت
براساس سرشماری سال ۱۳۹۰جمعیت آن ۱۰۶۸۹ نفر (۳۲۶۰ خانوار) بوده‌است.